# 青丘狐传说
《青丘狐传说》是一部改编清代蒲松龄著名小說《聊斋志异》的古装神怪电视剧，是聊斋系列的第六部。本剧于2015年4月开机，7月拍摄完成。由唐人旗下演員蒋劲夫、古力娜扎、陈瑶、金晨、彩旗及邀請张若昀、王凯、Mike、唐艺昕、张雪迎、江铠同、翟天临、陈若轩等主演。该剧于2016年2月8日春节在湖南卫视钻石独播剧场播出。台灣OTT平台LiTV 線上影視、 myVideo同步上架。
本剧摘取小說中《阿繡》、《封三娘》《婴宁》、《胡四相公》、《长亭》、《恒娘》这六个故事进行二次创作，讲述了在“存天理，灭人欲”的炎凉世态下，至情至性的“狐们”在爱欲悲欢中的浮沉纠葛。

## 节目播出时间
| 頻道     | 国家 | 播出日期     | 播出時間                                | 備註         |
| -------- | ---- | ------------ | --------------------------------------- | ------------ |
| 湖南衛視 | 中国 | 2016年2月8日 | 星期日至星期二 22.00 - 00.00 (两集连播) | 钻石独播剧场 |

## 剧情简介
本剧取材于《聊斋志异》中的六个故事。
《幻狐篇·阿绣》：狐女花月冒充人间女子阿绣，与刘子固纠葛相愛，她从贪婪人间爱情滋味，到明白人间真爱，最后牺牲自己百年修行，失去花容月貌成全了真正的阿绣与刘子固，但是，最後刘子固卻不知所終。
《情狐篇·封三娘》：灵狐封飛月（封三娘）为遺失的魅果进入孟家，而孟家因孟安仁名聲大爛；尋找魅果的過程中發現孟家的坏名声只是遭人陷害，于是帮助孟家脱险，收获了自己的美滿爱情。
《萌狐篇·婴宁》：狐女婴宁来到王子服家，为了弄清母亲被王家残害的往事，到王家遇险时，婴宁以德报怨，赢得了所有人的尊重，可惜最愛的人卻被人殺了。
《義狐篇·胡四》：胡四本是法力高强的男狐，因贪酒与富家公子张生结为挚友，他帮助张生寻得一樁美好姻缘后潇洒离去。
《俠狐篇·长亭》：收妖人石太璞助狐族驱妖，狐族老父答应将长女长亭许配给他，却一再反悔，石太璞不计前嫌拯救狐族，最终得以与长亭结成良缘。
《魅狐篇·恒娘》：狐仙恒娘助隔壁邻居朱氏夺回丈夫的心，智斗黄鼠狼小妾,最後收穫長言的心。

## 演员表

### 《幻狐篇·阿繡》
| 演員   | 角色   | 關係/暱稱 |
| 陈瑶   | 花月   | 三尾灵狐，阿繡的閨蜜，喜歡子固，修为耗尽，一夜变老，只为了拯救阿绣，成全子固和阿绣。 |
| 张若昀 | 刘子固 | 一介书生，钟情于阿绣和花月，难以选择。最后独自一人，逍遥江湖。 |
| 乔欣   | 阿绣   | 雜貨舖姚家小姐，花月的閨蜜，溫柔善良，最终选择平凡的生活。 |
| 姚奕辰 | 卓云   | 道士，他在抓妖的過程中愛上了花月，並曾經在消滅山妖時誤傷阿綉。 |
| 王春元 | 姚舜   | 阿绣的父親，雜貨舖老闆。 |
| 曲哲明 | 高公子 | 善良的酒楼少东家--高公子。原本阿綉爹爹給阿綉物色的门当戶对的夫婿，花月为了撮合阿綉和刘子固在一起勾引高公子，迷得高公子推到了阿綉的亲事，所以他一直钟情于花月。最后得知花月根本就不喜欢自己很是悲伤和恼火，斥责花月玩弄自己感情，祈求花月給自己一次机会，沒多久被逃脫的山妖給杀了。 |
| 周彦呈 | 阿吉   | 姚舜手下雜貨鋪的員工 |
| 付滃   | 山妖   | 原型為魑魅，是個無惡不作的妖魔鬼怪，因殺害高公子才被卓雲與花月聯手殺死。 |

### 《情狐篇·封三娘》
| 演員   | 角色           | 關係/暱稱 |
| 江铠同 | 飞月（封三娘） | 四尾紫狐；初期視孟安仁為大奸臣；與孟安仁相戀相愛；雖然一直被孟安仁的話語搞的分不清是真是假；傷心欲絕。但最終還是與孟安仁在一起。 |
| 翟天临 | 孟安仁         | 表面上是一个贪恋权势擅长权谋的大奸臣，内里却是一个内心柔软，忧国忧民的好弟弟；喜歡飛月，一心一意只想娶她。                       |
| 代栩逸 | 何亮           | 孟安仁的隨扈：忠心耿耿。 |
| 王闯   | 孟安德         | 孟安仁大哥 |
| 陈廷嘉 | 范倩茹         | 六尾金狐，孟安德的妻子；盜取魅果；為了孟安德失去一切也願意。                                                                     |
| 苏茂   | 赵刚           | 丞相；一心只想消滅叛軍跟孟安仁                                                                                                   |
| 宗峰岩 | 皇帝           | 絲毫不果斷的皇帝；耳根軟。 |
| 海铃   | 碧云郡主       | 喜歡孟安仁；自尊心強。 |

### 《萌狐篇·婴宁》
| 演員   | 角色   | 關係/暱稱 |
| 杨彩旗 | 婴宁   | 一尾青狐，擁有藍小蝶的內丹。 從小就重覆做著同一個噩夢。個性善良天真，生氣時能力超凡，但會使四周草木枯死 喜歡子服。 |
| 付辛博 | 王子服 | 王家独子，性格溫柔敦厚，喜歡嬰寧。後期被曹飛殺害而後化為小白鳥。                                                   |
| 万妮恩 | 蓝小蝶 | 婴宁的母亲，在死前封住嬰寧的記憶。                                                                                 |
| 张粟   | 秦生   | 婴宁的父亲，与蓝小蝶相戀 。                                                                                        |
| 王妍苏 | 兰姨   | 婴宁养母，與藍小蝶為摯友，受藍小蝶所託照顧嬰寧。                                                                   |
| 李勤勤 | 王母   | 子服母亲，雇用捉妖師殺死藍小蝶。討厭嬰寧，處處針對她並想除掉她，最后被嬰寧才覺悟，並得知子服是被曹飛殺死的。       |
|        | 张伯   | 知道十年前所发生的事;但失去记忆。                                                                                  |
| 张雷   | 曹飞   | 曹道长，捉妖師，王母雇用的捉妖師殺死藍小蝶，到處捉妖吸取其內丹。                                                   |
| 李思澄 | 吴东來 | 王子服的表兄 |
| 高泰宇 | 马生   | 事事都喜欢与王子服作对。                                                                                           |

### 《義狐篇·胡四》
| 演員   | 角色 | 關係/暱稱 |
| Mike   | 胡四 | 千年五尾银狐，歷經七十六次求婚失敗，情路坎坷。 喜歡小花，內心對張生有不一樣的情感， 但自己卻渾然不知；化名古月。 |
| 唐艺昕 | 钟晴 | 化名金青，喜歡張生。                                                                                             |
| 陈若轩 | 张生 | 化名牛一，喜歡鍾晴。                                                                                             |
| 陶洋   | 小詩 | 來自於茅山黑道，是一隻狐妖。                                                                                     |
| 付枚   | 小花 | 來自於茅山黑道，是一隻狐妖,後改名小花。与胡四之间的感情从杀意四起的“恨”在到缠绵不舍的“爱”两种极端中转换。        |
| 陆媛媛 | 大娇 | 伙计 |
| 函冰   | 小娇 | 伙计 |
| 公方敏 | 鲁公 | 老板 |

### 《俠狐篇·长亭》
| 演員   | 角色        | 關係/暱稱 |
| 金晨   | 翁长亭      | 六尾白狐。性格獨立認真又善良，認為妖只要受到感化還是會有向善的一面，十分看重家人，執著與太璞，最後與太璞在一起。 |
| 王凯   | 石太璞/石生 | 年轻人类捉妖师。起初痛恨妖，但受長亭影響發現妖不一定都會行惡，也有向善的一面，最終接受了長亭。 |
| 张雪迎 | 翁红亭      | 灵狐，长亭的妹妹；因吸食過狼妖的血而愛上狼妖，被狼妖吸取元氣，後破解因吸食狼妖血造成的迷幻。 |
| 李彧   | 翁二叔      | 长亭的二叔，三尾灰耳狐狸，真正的盗魅果者，想收集情泪催熟魅果，令自己拥有王者之实，统治人间。在《魅狐篇·恒娘》中与九王爺合作，因想得到魅果，後被陶恒与柳长言的女儿飞鸾阻止。魅果消失，计划彻底失败，被帶回狐族受罰。 |
| 傅隽   | 翁爹爹      | 长亭的父亲 |
| 邵敏   | 翁母        | 长亭的母亲 |
| 张皓然 | 狼妖        | 看到自己娘子死去，心生愤怒为了報仇；曾吸取紅亭的精力 |
| 飞儿   | 女狼妖      | 去了翁家；为了偷取宝物（魅果）給狼妖；被太璞与长亭合力給打重伤後而被翁二叔射毒飛箭致死 |
|        | 小狼崽      | 狼妖與女狼妖的孩子，後被長亭石太璞收為義子 |
|        | 小狼崽      | 狼妖與女狼妖的孩子，後被長亭石太璞收為義子 |
| 叶恺文 | 小太璞      | 童年石太璞 |
| 翟天臨 | 石凌峰      | 石太璞爹爹 |
|        | 季舒云      | 石太璞娘亲 |
|        | 捉妖师      | 石太璞的师父 |
| 姬晓飞 | 坏狼妖      | |
| 岳俊岭 | 白袍老道    | |
| 朱鹏程 | 红袍老道    | |
| 龍一一 | 狐妖        | 于第21集吸取凡人元氣。 |

### 《魅狐篇·恒娘》
| 演員     | 角色         | 關係/暱稱 |
| 蒋劲夫   | 柳长言       | 狐族族长，朝廷官員，修炼三百年的六尾灵狐，意气风发，守护一方、尽职尽责，與陶恒有一名女兒。                                                       |
| 古力娜扎 | 陶恒（恒娘） | 千年九尾狐，守护着狐族，法力无边，敢爱敢恨，大女子主义；性格洒脱独立，在深山修炼，却又喜爱热闹；一面高冷毒舌，一面顽皮可爱，與柳长言有一名女兒。 |
| 呂懌孌   | 飞鸾         | 命运之子，柳长言与陶恒的女兒 |
| 刘雅瑟   | 苏喜         | 一尾红狐，喜歡桃子，為了她留在人間一百年 |
| 强宇     | 九王爷       | 对陶恒一見钟情，最後使壞心，与灰耳狐合作，想置柳长言於死地，卻精神錯乱                                                                           |
| 王祉萱   | 九王妃       | 九王爷的爱妃 |
| 尤靖茹   | 莹儿         | 黄鼠狼精，洪大业二夫人，迷惑九王爺，處處與陶恒作對，最終想除掉陶恒才被廣濟寺方丈降服                                                             |
| 姜尘     | 朱氏         | 洪大业大夫人，陶恒的至交 |
| 吴卓翰   | 洪大业       | 朝廷官員，朱氏和莹儿之夫，柳長言的至交 |
| 王永林   | 柳府家丁     | |
| 王禛     | 小桃子       | 陶恆（恆娘）的侍女 |

### 其它
| 演員   | 角色         | 關係/暱稱 |
| 骆文博 | 女娲         |           |
| 朱鹏程 | 红袍老道     |           |
| 岳俊岭 | 白袍老道     |           |
| 過齊鳴 | 青丘狐族长老 |           |
| 乔红   | 青丘狐族姥姥 |           |

## 电视原声带
| 曲序 | 曲目                 |        | 作曲          | 演唱者 |
| ---- | -------------------- | ------ | ------------- | ------ |
| 1.   | 《问明月》（片头曲） | 龚淑均 | 衣睿          | 郁可唯 |
| 2.   | 《风之恋》（片尾曲） | 龚淑均 | 衣睿          | 关诗敏 |
| 3.   | 《别惹哭我》（插曲） | 林建良 | 阿超、Jerry C | 郭静   |

## 收視率

### 湖南卫视首播
| 中国大陆 湖南卫视 首播收视率 |               |             |             |             |        |          |        |      |
| 集數                         | 播出日期      | CSM50城市网 | CSM50城市网 | CSM50城市网 | 全国网 | 全国网   | 全国网 | 備註 |
| 集數                         | 播出日期      | 收視率      | 收視份額    | 排名        | 收視率 | 收視份額 | 排名   | 備註 |
| 1-2                          | 2016年2月8日  | 0.609       | 3.125       | 1           | 1.13   | 7.39     | 1      |      |
| 3-4                          | 2016年2月9日  | 0.740       | 3.899       | 1           | 1.27   | 8.13     | 1      |      |
| 5-6                          | 2016年2月14日 | 0.558       | 2.865       | 2           | 0.96   | 6.23     | 1      |      |
| 7-8                          | 2016年2月15日 | 0.688       | 3.491       | 2           | 1.08   | 6.95     | 1      |      |
| 9-10                         | 2016年2月16日 | 0.653       | 3.438       | 2           | 1.16   | 7.65     | 1      |      |
| 全劇平均                     | 全劇平均      |             |             | -           |        |          | -      |      |

1. 同时段或交叉时段主要节目：
  - 浙江卫视：
  - 江苏卫视：
  - 山东卫视：
  - 东方卫视：
  - 北京卫视：
2. 数据由广视索福瑞提供，调查范围为四岁以上之观众。
3. 以上收视排名不包括央视在内。
4. 资料来源：Kimi_冲、克顿传媒数据中心、卫视这些事儿、卫视小露电、Vlinkage、TV未知数
5. 全国网周末/节假日收视及排名计算为平均值。

## 宣傳活動
| 播出時間      | 活動                   | 出席演員                           |
| ------------- | ---------------------- | ---------------------------------- |
| 2016年2月27日 | 湖南卫视《快乐大本营》 | 金晨、张若昀、付辛博、彩旗、瞿天临 |

## 電視劇的變遷
| 中国 湖南卫视 钻石独播剧场 · 星期日至二 22.00 - 00.00 (两集连播) | 中国 湖南卫视 钻石独播剧场 · 星期日至二 22.00 - 00.00 (两集连播) | 中国 湖南卫视 钻石独播剧场 · 星期日至二 22.00 - 00.00 (两集连播) |
| ---------------------------------------------------------------- | ---------------------------------------------------------------- | ---------------------------------------------------------------- |
|                                                                  | 青丘狐传说 （2016年2月8日－2016年3月15日）                       |                                                                  |
| 秦时明月 （2015年11月29日－2016年1月31日）                       | 山海经之赤影传说 （2016年3月20日－2016年5月17日）                |                                                                  |